# 魏主安
魏主安（德語：Vonwyl Gottfried，1931年6月26日—2022年2月13日），白冷外方傳教會神父，長年在臺灣臺東縣馬蘭部落傳教。

## 生平
魏主安，1931年6月26日生於瑞士，1952年入白冷會，1958年晉鐸。1963年，魏主安和苗干城神父（Auf der Maur Hansjörg）從馬賽港搭貨輪至基隆港登陸，到臺東傳教。魏主安一面在臺東富岡傳教，一面向在齊齊哈爾當過牧區主教的布培信（Alios Burke, SMB）神父學習中華民國國語。之後，魏主安派到阿美族馬蘭部落。在這期間，魏主安致力於本土化傳道，除也以臺灣閩南語開設查經班，並刊印閩南語《要理問答》、《主日讀經》等刊物。
1965年，耶穌會選派杜華神父至泰國曼谷學習成立儲蓄互助社，此後臺灣陸續建立互助社。魏主安也致力於儲蓄互助運動，1987年成立基善儲蓄互助會。這使原住民能落實儲蓄習慣，改善經濟，而不會被逼到必須販賣子女。
2003年10月18日，白冷教會在台東市寶桑國小舉行來臺灣五十周年慶，由縣長徐慶元頒贈榮譽縣民證書給魏主安、吳若石、葛德、于惠霖、李懷仁、賈斯德六位神父及歐思定、傅義、薛弘道、林志柔四位修士。該年到2008年，魏主安因被推選為瑞士白冷會總會參議員和擔任瑞士區會會長，而必須住在瑞士外，其餘時間都是在臺灣。為爭取魏主安回臺灣，台東六百多名教友連署寫信到瑞士，因此2008年魏主安參議任滿再回臺灣。2015年5月11日，台灣省政府主席林政則至台東頒獎表揚十三位基層芳草人物，以八十四歲的魏主安最年長。
早於1979年時，魏主安就在羅東聖母醫院被范鳳龍診斷疑似罹患黑色素瘤。2015年8月，魏主安黑色素瘤再次復發又轉移到肺部，之後到由退休校長張佳雄定期陪伴上台北和信醫院診治。期間2017年8月3日獲內政部給予身分證。2020年3月16日，在和信門診之後，魏主安因需要倚靠輪椅，才停止牧靈工作。2022年2月13日下午1點，他在台東白冷會修會宿舍去世，安葬於台東小馬天主堂墓園。